# Niamh Parsons
Niamh Parsons, née à Dublin, Irlande, est une chanteuse de musiques irlandaises contemporaine et traditionnelle,.
Niamh Parsons a commencé sa carrière professionnelle en 1990 à Belfast. Après avoir chanté dans des sessions autour de Dublin, Niamh rejoint dans un premier temps le groupe Killera de 1984 jusqu'à 1989. En 1990, Elle rejoint the Loose Connections, le groupe de son mari Dee, avec lequel elle sortira deux albums. Depuis, elle a fait de nombreuses tournées en Europe et aux États-Unis avec the Loose Connections, le groupe traditionnel Arcady et avec le guitariste irlandais Graham Dunne qui l'accompagne depuis 1999. Elle est également apparue en solo dans de nombreux festivals et lieux en Irlande, Italie, Danemark, Hollande, Espagne, France, Allemagne, Suisse, Autriche, Belgique, Japon, Grande-Bretagne et aux États-Unis,.
Il lui a été demandé de chanter devant le Président Clinton et le Premier Ministre Irlandais Bertie Ahern au Capitol Hill à Washington. Elle a également fait plusieurs apparitions à la télévision irlandaise RTE. Elle a sorti sept albums depuis 1992. Son album Heart's Desire sorti en 2002 a remporté en 2003 le prix Association for Independent Music.

## Discographie
- Loosely Connected

(1992; with the Loose Connections - Greentrax Records)
- Many Happy Returns

(1994; ARCADY - Dara Records and Shanachie Records)
- Loosen Up

(1997; with the Loose Connections; Green Linnet GLI 1167)
- Blackbirds and Thrushes

(1999; Green Linnet GLI 1197)
- In My Prime

(2000; with Graham Dunne; Green Linnet GLI 1203)
- Heart's Desire

(2002; with Graham Dunne; Green Linnet GLI 1219)
- Live at Fylde

(2005, with Graham Dunne)
- The Old Simplicity

(2006; with Graham Dunne; Green Linnet GLI 1232)